# Samuel Goodenough
Pour les articles homonymes, voir Goodenough.
Le révérend Samuel Goodenough (1743 - 12 août 1827) est un ecclésiastique et botaniste anglais.

## Biographie
Il est l'évêque de Carlisle de 1808 jusqu'à sa mort en 1827, et un botaniste et collectionneur amateur. Il est le premier trésorier de la Linnean Society of London. Il est honoré dans les noms scientifiques des plantes du genre Goodenia et le nom scientifique du Miro à front rouge (Petroica goodenovii).